# Латария, Тамара Владимировна
Тамара Владимировна Латария (1929 год, Зугдидский район, ССР Грузия — неизвестно, Зугдидский район, Грузинская ССР) — колхозница колхоза «Колхида» Зугдидского района, Грузинская ССР. Герой Социалистического Труда (1950).

## Биография
Родилась в 1929 году в крестьянской семье в одном из сельских населённых пунктов Зугдидского уезда ССР Грузия. Трудовую деятельность начала в годы Великой Отечественной войны на чайной плантации колхоза «Колхида» Зугдидского района.
В 1949 году собрала 6494 килограмма сортового чайного листа на площади 0,5 гектара. Указом Президиума Верховного Совета СССР от 19 июля 1950 года удостоена звания Героя Социалистического Труда за «получение высоких урожаев сортового зелёного чайного листа и цитрусовых плодов в 1950 году» с вручением ордена Ленина и золотой медали «Серп и Молот» (№ 5262).
Этим же указом званием Героя Социалистического Труда были награждены председатель колхоза Калистрат Михайлович Шерозия, бригадиры Ян Парнаозович Джабуа, Лаврентий Ерастович Джоджуа, Ражден Константинович Кадария, звеньевые Даниел Учанович Дараселия, Владимир Владимирович Джабуа, Имения Степанович Джабуа, колхозницы Ксения Тарасхановна Дараселия, Лена Алмасхановна Дараселия и Ольга Тарасовна Рогава.
Проживала в Зугдидском районе, в последующем переехала в Сухуми, где трудилась в области здравоохранения.